# Jadzsurvéda
Jadzsurvéda (Dévanágari: यजुर्वेद) a hinduizmus szent iratai közé tartozik, a Védák része. Az áldozati szertartások közben mondott énekek mellett az áldozati rítusok pontos leírását is tartalmazza. Feltételezett lejegyzési ideje i. e. I. évezred, védikus szanszkrit nyelven íródott. A sruti irodalom része, kinyilatkoztatás, hallomás útján megismert tudás, amelyekről a legendák szerint a risik szereztek tudomást, és az idők folyamán hallomás útján adódott tovább.
A hinduizmus minden ortodox irányzata a védákat öröknek és tévedhetetlennek tartja. A védák szövegéhez a különböző irányzatok különböző értelmezéseket fűznek, ez a hinduizmusban természetes folyamat, máig tart. A védák jelentősége a védikus áldozat, a jadnya elvégzéséhez adott útmutatás, illetve annak alapvető része. A jadnyától, illetve a védáktól az ősi indiaiak szerint minden függ, a világ teremtése is.
A gyűjteményeket (szamhitákat) mantráknak is nevezik, amelyek akkor is kifejtik hatásukat, ha a szöveget az előadó nem is érti. Himnuszokat tartalmaznak, a rendkívül bonyolult áldozati szertartások során alkalmazzák őket. A legősibb a Rigvéda. A máig fennmaradt gyűjtemény a Sákala Védaiskola szövege, 1028 himnuszt tartalmaz. A Jadzsurvéda sok, már a Rigvédában is szereplő himnuszt tartalmaz.
A Jadzsurvédának két változata ismert, a Fehér Jadzsurvéda, ez áldozati szövegeket tartalmaz, és a Fekete Jadzsurvéda, ebben az áldozati szövegek kiegészülnek a szertartások, rítusok, vallásos cselekmények leírásával. Liturgikus segédkönyvnek is nevezhető. Minden célra más és más szövegek és szertartások szolgálnak. Csak a pontos és hibátlanul elvégzett rítusok biztosítják a megfelelő eredményt. A rituálé minden részletére kitér, még az áldozatnál használt eszközökhöz is úgy szól, mintha élőlények lennének.
Olyan típusú dicsőítő és könyörgő énekek is szerepelnek benne, amelyek a keresztény litániákra hasonlítanak, az egyes szakaszok végén ismételve az istenség nevét, akihez az ének szól, hozzátéve a Szváha (Dicsőség neki) formulát.
A Jadzsurvéda a vallástörténeti kutatásokhoz is sok fontos információt szolgáltat.

## Kialakulása
A hindu mitológia szerint az ősidőkben, az aranykorban (Szatja-juga, az „igazság kora”) és az ezüstkorban (Tréta-juga) még egy, egységes véda létezett, a bronzkorban, a Dvápara-jugában vált négy részre, ún. szamhitákra. Ettől az időtől fogva tekinthető önálló műnek a Jadzsurvéda is.
A védák kialakulásának vizsgálatát nehezíti, hogy a történeteknél, leírásoknál nem lényegi kérdés, hogy azok mikor történtek, a szövegrészek, himnuszok csoportosítása a jadnya, az áldozat elvégzésénél betöltött szerepük alapján történt.
A védák nyelvének és tartalmának vizsgálatából az a következtetés vonható le, hogy keletkezése nem egy időpontra tehető, hanem egy több évezredes folyamat során, későbbi betétek megjelenésével alakult ki. A Rigvédában szereplő csillagászati, éghajlati megfigyelések alapján keletkezése az i. e. 3. évezredre tehető, írásba foglalása kétezer évvel később történt. A Jadzsurvéda lejegyzése ez után következett.

## Az áldozati szertartás
A szertartások levezetése négy pap feladata. Az első, a hótar a Rigvéda himnuszaiból énekelve hívja az isteneket a szertartásra, a második, az udgátar a Számavéda dallamai közül a szertartásnak éppen megfelelőt énekli. A harmadik, az adhvarju, végzi a szertartás mozzanatait a Jadzsurvéda leírása alapján, a Jadzsurvédában odatartozó varázsigéket mondva, a negyedik, a brahman, az Atharvavéda verseiből idéz, vigyáz a szertartás pontosságára.

## Helye az indiai szent iratok között
A hinduizmus legrégibb, legalapvetőbb szent iratai a Védák. Ez szűkebb értelemben a négy szamhitát, gyűjteményt jelenti, a Rigvédát, a Számavédát, a Jadzsurvédát és az Atharvavédát Tágabb értelemben a Véda irodalomhoz tartoznak még a Bráhmanák és a szútrák.
A Brahmanák, a bölcseleti művek a védák értelmezésével foglalkoznak, a brahmanákhoz kapcsolódnak az áranjakák és az upanisadok is.
A szútrák a különféle ismeretek tankönyvei. A szútra szó jelentése fonál, amelyet követve lehet eljutni a tudásig. Jellegzetes kifejezésmódja a tömörség.
A Jadzsurvédának két változata ismert :
- a Fehér vagy Sukla Jadzsurvéda, más néven Vádzsaszanéjí Szamhita,
- a Fekete vagy Krisna Jadzsurvéda, más néven Taittiríja Szamhita.

A Jadzsurvédához két brahmana (Taittiríja, Satapatha), két fontosabb áranjaka (Brihadáranjaka, Taittiríja) és három fontosabb upanisad (Taittiríja, Ísa, Katha) tartozik.